# Claes (Vorname)
Claes ist ein männlicher Vorname. Er ist die vor allem in Skandinavien verwendete Variante des Vornamens Klaus.

## Namensträger
- Claes Adolf Adelsköld (1824–1907), schwedischer Eisenbahnbaumeister, Architekt, Offizier, Politiker und Schriftsteller
- Claes-Håkan Ahnsjö (* 1942), schwedischer Opernsänger (Tenor)
- Claes Alströmer (1736–1794), schwedischer Kaufmann und Naturforscher
- Claes Andersson (1937–2019), finnlandschwedischer Schriftsteller, Arzt, Politiker und Jazzmusiker
- Claes Bang (* 1967), dänischer Schauspieler
- Claes Bengtsson (* 1959), schwedischer Eisschnellläufer
- Claes Berg (1886–1959), schwedischer Fußballspieler
- Claes Compaen (1587–1660), niederländischer Freibeuter
- Claes Egnell (1916–2012), schwedischer Moderner Fünfkämpfer und Sportschütze
- Claes Eriksson (* 1958), schwedischer Fußballtrainer und -funktionär
- Claes-Göran Fagerstedt (1928–2015), schwedischer Jazzmusiker (Piano, Komposition)
- Claes Gill (1910–1973), norwegischer Schriftsteller
- Claes Hake (* 1945), schwedischer Grafiker und Bildhauer
- Claes-Göran Hederström (1945–2022), schwedischer Sänger
- Claes Johanson (1884–1949), schwedischer Ringer
- Claes Månsson (* 1950), schwedischer Schauspieler
- Claes Marklund (* 1951), schwedischer Fußballspieler
- Claes Nordin (* 1955), schwedischer Badmintonspieler
- Claes Oldenburg (1929–2022), schwedisch-US-amerikanischer Künstler der Pop Art
- Claes Rosendahl (1929–2013), schwedischer Jazz- und Unterhaltungsmusiker (diverse Instrumente, Komposition, Arrangement)
- Claes Tott (1630–1674), schwedischer Feldmarschall und Staatsmann
- Claes Åkesson Tott (* um 1525; † 1590), schwedischer Staatsmann
- Claes Janszoon Visscher (1587–1652), Begründer einer niederländischen Kunsthändler-, Kupferstecher- und Verleger-Dynastie